# 扭尾曦春蜓
扭尾曦春蜓（学名：Heliogomphus retroflexus）也称尖板曦箭蜓、曲尾春蜓，一种分布于中国南方及老挝、越南等地的蜻蜓，隶属于春蜓科曦春蜓属。本种最早由瑞士昆虫学家弗里德里希·里斯于1912年发表。
其种加词“Retroflexus”意为“扭尾的”。